# Édes Otthon
Az Édes Otthon egy magyar vígjátéksorozat.

## Történet
Az Édes Otthon egy középosztálybeli magyar család életébe kalauzol, ahol az apa Édes Józsi, az anya Csillus három rakoncátlan gyereket nevel. A sorozat a generációs különbségekre összpontosít, humorral és olykor iróniával ábrázolja a különböző generációk eltérő felfogását. Hétköznapi élethelyzeteket, hétköznapi problémákat dolgoz fel az önálló epizódokból álló sorozat.

## Szereplők
A sorozat szereplői: 
- Rák Kati - Édes Csilla "Csillus"
- Ihos József - Édes József "Józsi"
- Maxim Valentina - Édes Valentina
- Dobó Attila - Édes Dezső "Dezsőke"
- Bányóczky Nóra - Édes Nóra "Nóri"
- Darabos Melinda - barátnő
- Némedi Mari - Margó
- Zádori Szilárd - Nándi
- Annamary - titkárnő
- Druhalóczki Márta - szomszéd